# Campionato Roraimense 2016
Il Campionato Roraimense 2016 è stata la 61ª edizione del Campionato Roraimense.

## Squadre partecipanti
| Squadra          | Città     |
| ---------------- | --------- |
| Atlético Roraima | Boa Vista |
| Baré             | Boa Vista |
| Náutico-RR       | Caracaraí |
| São Raimundo-RR  | Boa Vista |

## Prima fase (Taça Boa Vista)
|  | Pos. | Squadra          | Pt | G | V | N | P | GF | GS | DR |
|  | ---- | ---------------- | -- | - | - | - | - | -- | -- | -- |
|  | 1.   | Náutico-RR       | 7  | 3 | 2 | 1 | 0 | 4  | 1  | +3 |
|  | 2.   | Baré             | 6  | 3 | 2 | 0 | 1 | 6  | 3  | +3 |
|  | 3.   | São Raimundo-RR  | 4  | 3 | 1 | 1 | 1 | 4  | 4  | 0  |
|  | 4.   | Atlético Roraima | 1  | 3 | 0 | 1 | 2 | 2  | 8  | -6 |

### Finale
| Boa Vista 23 aprile 2016, ore 18:30 UTC-4 | Náutico-RR | 0 – 1 | Baré | Ribeirão |

| Taça Boa Vista |
| -------------- |
|                |
| Baré Campione  |

## Seconda fase (Taça Roraima)
|  | Pos. | Squadra          | Pt | G | V | N | P | GF | GS | DR |
|  | ---- | ---------------- | -- | - | - | - | - | -- | -- | -- |
|  | 1.   | São Raimundo-RR  | 7  | 3 | 2 | 1 | 0 | 6  | 2  | +4 |
|  | 2.   | Náutico-RR       | 6  | 3 | 2 | 0 | 1 | 4  | 2  | +2 |
|  | 3.   | Baré             | 4  | 3 | 1 | 1 | 1 | 6  | 4  | +2 |
|  | 4.   | Atlético Roraima | 0  | 3 | 0 | 0 | 3 | 0  | 8  | -8 |

### Finale
| Boa Vista 21 maggio 2016, ore 18:30 UTC-4    | São Raimundo-RR      | 1 – 1 | Náutico-RR | Ribeirão |
| \| \| \| \| \| \| Tiri di rigore 5 – 4 \| \| |                      |       |            |          |
|                                              |                      |       |            |          |
|                                              | Tiri di rigore 5 – 4 |       |            |          |

| Taça Roraima             |
| ------------------------ |
|                          |
| São Raimundo-RR Campione |

## Finale del campionato statale
| Boa Vista 28 maggio 2016, ore 17:00 UTC-4    | Baré                 | 2 – 2 | São Raimundo-RR | Ribeirão |
| \| \| \| \| \| \| Tiri di rigore 2 – 3 \| \| |                      |       |                 |          |
|                                              |                      |       |                 |          |
|                                              | Tiri di rigore 2 – 3 |       |                 |          |

| Campionato Roraimense 2016           |
| ------------------------------------ |
| São Raimundo-RR Campione (7º titolo) |

## Classifica finale
|  | Pos. | Squadra          | Pt | G | V | N | P | GF | GS | DR  |
|  | ---- | ---------------- | -- | - | - | - | - | -- | -- | --- |
|  | 1.   | São Raimundo-RR  | 13 | 8 | 3 | 4 | 1 | 13 | 9  | +4  |
|  | 2.   | Baré             | 14 | 8 | 4 | 2 | 2 | 15 | 9  | +6  |
|  | 3.   | Náutico-RR       | 14 | 8 | 4 | 2 | 2 | 9  | 5  | +4  |
|  | 4.   | Atlético Roraima | 1  | 6 | 0 | 1 | 5 | 2  | 16 | -14 |

Legenda:

      Vincitore del Campionato Roraimense 2016 e ammesso al Campeonato Brasileiro Série D 2016, alla Copa Verde 2017, e alla Coppa del Brasile 2017
      Qualificato per il Campeonato Brasileiro Série D 2016